# Pérusse Cité
Pérusse Cité est une série télévisée québécoise d'animation en 23 épisodes de 21 minutes créée par François Pérusse et diffusée entre le 19 mars 2012 et le 4 août 2013 sur Télévision de Radio-Canada. La série a été rediffusée sur ARTV, puis mise en ligne au rythme d'un épisode toutes les deux semaines à partir du 1er décembre 2017 sur la chaîne YouTube officielle de François Pérusse.
Se déroulant à Montréal, la série met en scène les histoires de Ben Hardi, conseiller politique pour Léopold Ouellet, vivant avec sa compagne Sophie N’guyen propriétaire d'un salon de coiffure, et de son meilleur ami Guy Garneau travaillant dans une agence de publicité.

## Épisodes

### Première saison (2012)
La diffusion de la saison 1 de Pérusse Cité commença le 19 mars 2012. Elle est composée de 13 épisodes, et est diffusée à un rythme hebdomadaire.
1. Besoin d'espace
2. Le nuage
3. Le contrat
4. Le retour de Guy
5. L'eau chaude
6. Le remaniement
7. Le transporteur
8. La glace
9. Le tournant
10. Le forfait
11. Les arts
12. Le débris
13. Le petit pain

### Deuxième saison (2013)
La diffusion de la saison 2 de Pérusse Cité commença le 26 mai 2013. Elle est composée de 10 épisodes, et est diffusée à un rythme hebdomadaire.
1. L'arrangement
2. Le couloir
3. Sondage
4. Le séisme
5. Signature
6. Le rorqual
7. Recherché
8. Action !
9. Mégaprojet
10. Qualité de vie

## Personnages

### Personnages principaux
- Ben Hardi : cadre trentenaire, il est le conseiller de Léopold Ouellet, le Ministre de l'Écologie du Québec. Assez intelligent et homme de presque toutes les situations, il aide régulièrement son patron et le gouvernement du Québec à se sortir de l'eau chaude. Il est en couple avec Sophie N'guyen.
- Léopold Ouellet : Ministre de l'Environnement du Québec, c'est un homme maladroit qui passe son temps à se mettre dans l'eau chaude, ce qui le rend entièrement dépendant de son conseiller Ben Hardi. Malgré ses gaffes, c'est une personne sympathique. Il est marié à Gilberte Ouellet et est père de deux filles.
- Guy Garneau : trentenaire et très athlétique, il est concepteur pour une agence publicitaire. Il est le meilleur ami de Ben Hardi, et est un grand tombeur auprès des dames. Serviable, il est toujours disponible pour donner un coup de main à ses amis et notamment à sa voisine, Aline Allaire.
- Sophie N’guyen : propriétaire d'un salon de coiffure avec son associé Luc, elle est la copine de Ben Hardi.
- Aline Allaire : retraitée, c'est la voisine de Guy Garneau. Elle veille sur ce dernier comme elle veillerait sur son propre fils. Elle est la veuve d'un inventeur, et la mère de Maude Allaire.

### Personnages secondaires
- Luc : ami, associé et collègue de travail de Sophie N’guyen.
- Lucien : Premier ministre du Québec.
- Peter Mess : Premier ministre du Canada.
- John Brown : Ministre de l'Environnement du Canada.
- Édith Viens : chef d'antenne de la chaîne CNTV.
- Tristan Direct : reporteur pour la chaîne CNTV.
- Gaétan Carignan : directeur général de la chaîne CNTV.
- Rina : copine de Guy Garneau.
- Jacques Dwizz : employeur de Guy Garneau.
- Nicholas : neveu de Guy Garneau.
- Maude Allaire : fille d'Aline Allaire.

## Accueil

### Audiences
La saison 1, diffusée le lundi soir au printemps 2012, a réuni près de 448 000 téléspectateurs en moyenne. La saison 2, diffusée le dimanche en été 2013, a été suivie par 280 000 téléspectateurs en moyenne. Le 9 octobre 2013, la direction d'ICI Radio-Canada Télé annonce que la série est annulée.

### Nominations
En 2013, Pérusse Cité est nommée pour la meilleure comédie à la télévision lors du 15e Gala Les Olivier.